# Momna
Momna (in armeno Մոմնա?, in azero Ağbulaq), anche Msmna, è una piccola comunità rurale del distretto di Xocavənd, in Azerbaigian, fino al 2024 appartenente alla regione di Martuni nella repubblica dell'Artsakh (fino al 2017 denominata repubblica del Nagorno Karabakh).
Nel 2005 contava poco meno di cento abitanti e sorge, isolata, in zona agricola.